# Russarö
Russarö, även Båklandet, är en ö med kustfort, väderstation och fyr  i Finska viken inom Hangö stad i Finland. Ön är närmare bestämt belägen drygt 5 kilometer söder om Hangö hamn och dess areal är cirka 1  km². Ön är klassad som militärt skyddsområde och det är förbjudet för obehöriga att, utan tillstånd, beträda ön.
Våren 2009 lättades på restriktionerna så att allmänheten får besöka ön i ett bestämt antal grupper per år. Under de två första åren tilläts endast finländska medborgare besöka ön men från och med 2011 får också utländska medborgare tillåtelse att följa med i åtminstone en av grupperna. Tills vidare erbjuds endast guidade turer och besökaren bör ha normalgod kondition.

## Russarö fyr
Huvudartikel: Russarö fyr
Russarö fyr av röd tegel (två undre våningarna av granit) byggdes 1863 och försågs med den av franske fysikern  Augustin Fresnel uppfunna linsapparaten. Till en början var den inte i bruk under vintertiden, men från 1877 togs den i bruk året runt.
Fyren är 21 meter hög, åttakantig och är en av Finlands äldsta bevarade fyrar. Fyren är dekorerad med Hangö stads vapen. 1877 monterades en signalmast invid fyren och 1884 anskaffades en kanon som användes som akustisk signal (knallsignal). Vid dimma avfyrades med kanonen två, tätt på varandra följande skott med 15 minuters intervaller. Fyren kallades i långliga tider för Hangö fyr innan den omdöptes till Russarö fyr. Fyren har genom tiderna även benämnts för Hangös öga.

## Russarö fort

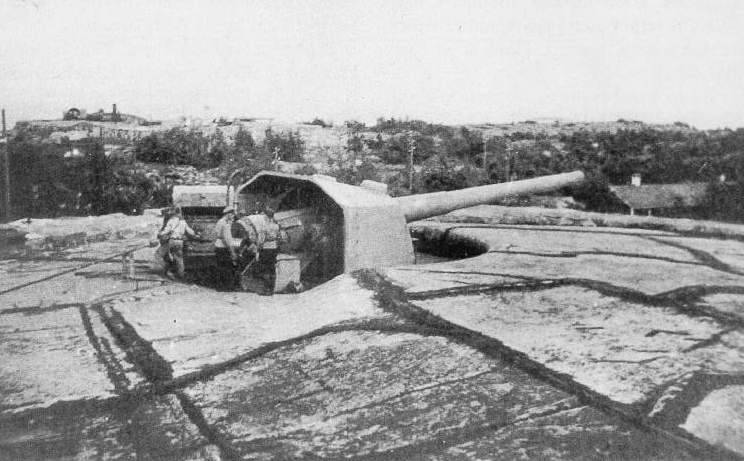
En finländsk 234 mm tung kustartillerikanon vid Russaö fort på 1930-talet

1915 påbörjade Tsarryssland bland annat att anlägga tre kustfästningar vid Finska vikens mynning, varav Russarö fort var ett. Vid denna tidpunkt var Finland fortfarande ett autonomt storfurstendöme under ryska kronan. Russarö bestyckades ursprungligen med bland annat sex stycken 234 mm:s kanoner som tillverkats av amerikanska företaget Bethlehem Steel . Utöver det grova Russarö batteriet bestyckades Russarö fort även med allehanda andra kustförsvarsvapen som hör till ett kustfort. När Finland blev självständigt 1917 övergick Russarö fort till staten.
Under vinterkrigets första dagar 1939 utkämpade fortet på Russarö en häftig artilleriduell med fiendens flottstyrkor. Fienden åsamkades härvid såpass allvarliga skador att de tvingades dra sig tillbaka. Efter vinterkriget var Finland tvungen att utarrendera halva Hangö udd inklusive Russarö till Sovjetunionen som marinbas för 30 år. Finländarna hann dock ta med sig alla kustförsvarsvapen innan de lämnade ön. På grund av krigsmotgångar under fortsättningskriget såg sig ryssarna tvingade att retirera i förtid från Hangöbasen. Den 3 december 1941 var Russarö åter i finländarnas händer.
Fortet löd mellan åren 1921–2002 (med undantag för den tid då Hangö var utarrenderad till Sovjetunionen) under Hangö Kustartilleriregemente och hade med tiden förstärkts och moderniserats. Russarö fort har inte utgått ur den finländska marinens organisation utan används fortfarande i dag som övnings- och skjutområde av marinen. Russarö fort lyder i dag under Porkala kustbataljon i Finska vikens sjöförsvarsområde.

## Russarö väderstation
Väderstationen är i dag automatiserad. Vindmätaren är placerad fem meter ovanför fyrens tak. Innan väderstationen blev automatiserad bemannades den av personal vid Russarö fort, två meniga och en undersergeant.

## Övrigt
Russarö är även namnet på en av Hangö Sjöräddares (sjöräddningsorganisation) två båtar.
Båklandet i Båklandets vackra Maja syftar på Russarö.